# Estação Terminal Asa Norte
A Estação Terminal Asa Norte será uma das estações do Metrô do Distrito Federal, situada em Brasília, ao lado da Estação 115 Norte. Será a primeira estação da Linha Verde e da Linha Laranja.
Atualmente o projeto da estação está em processo de estudo, sem previsão de início das obras. A estação está prevista no programa Brasília Integrada, que prevê a integração do metrô com o VLT de Brasília nesse ponto. Além dessa, estão sendo estudadas mais sete estações na Asa Norte, a fim de permitir a integração com o sistema de transportes da região norte do Distrito Federal.